# Kensei Ukita
Kensei Ukita (浮田 健誠 Ukita Kensei?), född 12 juni 1997 i Chiba prefektur, är en japansk fotbollsspelare.
Ukita började sin karriär 2020 i Renofa Yamaguchi FC. Ukita spelar numer för FC Gifu.